# HD 73524
HD 73524，又名CD-39 4574，SAO 199438、HR 3421，是一颗恒星，视星等为6.55，位于銀經259.76，銀緯0.53，其B1900.0坐标为赤經8h 33m 42.5s，赤緯-39° 0.53′ 56″。